# Подгоренский район
Подго́ренский райо́н — административно-территориальная единица (район) и муниципальное образование (муниципальный район) на юго-западе Воронежской области России.
Административный центр — посёлок городского типа Подгоренский.

## География
Подгоренский район расположен в юго-западной части Воронежской области, на правобережье Дона. Протяжённость его с севера на юг составляет — 49 км, с востока от реки Дон до западных границ — 51 км. На юге он граничит с Россошанским районом, на юго-западе — с Ольховатским, на севере и северо-западе — с Каменским и на востоке — с Павловским районами области.
Территория района расположена на восточном склоне Среднерусской возвышенности. Характеризуется невысоким почвенным плодородием, с сочетанием чернозёмов и серых лесостепных почв. Территория изрезана холмистыми участками, с многочисленными оврагами. Площадь района — 1580 км².
Основные реки — Сухая Россошь (правый приток Чёрной Калитвы).

## История
Подгоренский район образован 1 июля 1928 года.
С 7 июля 1942 года по 17 января 1943 года район находился во временной оккупации немецко-фашистскими захватчиками. Почти полностью были разрушены придонские села, около 1800 частных домов, 800 производственных построек, угнано более 21 тысячи голов скота. Но уже 6 октября 1945 года Подгоренскому району было вручено Переходящее Красное Знамя облисполкома за восстановление народного хозяйства.
5 октября 1957 года к Подгоренскому району был присоединён Белогорьевский район.

## Население
| 1989    | 2002    | 2009    | 2010    | 2011    | 2012    | 2013    | 2014    |
| ------- | ------- | ------- | ------- | ------- | ------- | ------- | ------- |
| 31 827  | ↘29 563 | ↘27 201 | ↗27 340 | ↘27 220 | ↘26 702 | ↘26 154 | ↘25 730 |
| 2015    | 2016    | 2017    | 2018    | 2021    | 2025    |         |         |
| ↘25 338 | ↘25 018 | ↘24 674 | ↘24 289 | ↘23 123 | ↘22 166 |         |         |

### Урбанизация
В городских условиях (пгт Подгоренский) проживают 25,86 % населения района.

### Национальный состав
По данным переписи населения 1939 года: украинцы — 89,1 % или 37 753 чел., русские — 10 % или 4251 чел.
По переписи населения 2010 года: Русские — 24 169, украинцы — 2 522
По итогам переписи населения 2020 года проживали следующие национальности (национальности менее 0,1 % и другое, см. в сноске к строке «Другие»):
| Национальность   | Численность, чел. | Доля     |
| ---------------- | ----------------- | -------- |
| Русские          | 21 958            | 94,96 %  |
| Украинцы         | 362               | 1,57 %   |
| Турки            | 133               | 0,58 %   |
| Армяне           | 106               | 0,46 %   |
| Турки-месхетинцы | 58                | 0,25 %   |
| Цыгане           | 51                | 0,22 %   |
| Азербайджанцы    | 27                | 0,12 %   |
| Другие           | 428               | 1,84 %   |
| Итого            | 23 123            | 100,00 % |

## Муниципально-территориальное устройство
В Подгоренский муниципальный район входят 16 муниципальных образований, в том числе 1 городское и 15 сельских поселений:
| №  | Муниципальное образование            | Административный центр | Количество населённых пунктов | Население | Площадь, км2 |
| -- | ------------------------------------ | ---------------------- | ----------------------------- | --------- | ------------ |
| 1  | Подгоренское городское поселение     | пгт Подгоренский       | 5                             | ↗9647     | 134,00       |
| 2  | Белогорьевское сельское поселение    | село Белогорье         | 4                             | ↘2275     | 152,30       |
| 3  | Берёзовское сельское поселение       | посёлок Сагуны         | 6                             | ↘1377     | 128,60       |
| 4  | Большедмитровское сельское поселение | хутор Красюковский     | 5                             | ↘509      | 35,00        |
| 5  | Витебское сельское поселение         | хутор Витебск          | 6                             | ↘583      | 132,00       |
| 6  | Гончаровское сельское поселение      | село Гончаровка        | 1                             | ↘776      | 86,50        |
| 7  | Гришевское сельское поселение        | посёлок Опыт           | 11                            | ↘1445     | 111,00       |
| 8  | Колодежанское сельское поселение     | село Колодежное        | 2                             | ↘585      | 75,60        |
| 9  | Лыковское сельское поселение         | село Лыково            | 4                             | ↘516      | 107,00       |
| 10 | Первомайское сельское поселение      | хутор Суд-Николаевка   | 3                             | ↘663      | 36,00        |
| 11 | Переваленское сельское поселение     | посёлок Пробуждение    | 4                             | ↘824      | 106,30       |
| 12 | Сагуновское сельское поселение       | слобода Сагуны         | 3                             | ↘1540     | 49,00        |
| 13 | Семейское сельское поселение         | село Семейка           | 6                             | ↘342      | 101,00       |
| 14 | Сергеевское сельское поселение       | село Сергеевка         | 6                             | ↗1633     | 152,00       |
| 15 | Скорорыбское сельское поселение      | хутор Большой Скорорыб | 7                             | ↘912      | 80,00        |
| 16 | Юдинское сельское поселение          | село Юдино             | 3                             | ↘680      | 82,00        |

## Населённые пункты
В Подгоренском районе 76 населённых пунктов.
| №  | Населённый пункт    | Тип     | Население | Муниципальное образование            |
| -- | ------------------- | ------- | --------- | ------------------------------------ |
| 1  | Андреевка           | село    | ↘291      | Лыковское сельское поселение         |
| 2  | Басовка             | село    | 33        | Витебское сельское поселение         |
| 3  | Белогорье           | село    | ↘2171     | Белогорьевское сельское поселение    |
| 4  | Белореченский       | хутор   | 47        | Большедмитровское сельское поселение |
| 5  | Берёзово            | село    | ↘369      | Берёзовское сельское поселение       |
| 6  | Большая Дмитровка   | хутор   | 98        | Большедмитровское сельское поселение |
| 7  | Большая Хвощеватка  | хутор   | ↘316      | Сагуновское сельское поселение       |
| 8  | Большой Скорорыб    | хутор   | ↗573      | Скорорыбское сельское поселение      |
| 9  | Варваровка          | хутор   | 125       | Гришевское сельское поселение        |
| 10 | Верхний Карабут     | село    | ↘289      | Белогорьевское сельское поселение    |
| 11 | Витебск             | хутор   | 215       | Витебское сельское поселение         |
| 12 | Высокий Байрак      | хутор   | 9         | Переваленское сельское поселение     |
| 13 | Гальский            | хутор   | 77        | Скорорыбское сельское поселение      |
| 14 | Гарусёнок           | хутор   | 0         | Колодежанское сельское поселение     |
| 15 | Голубин             | хутор   | 7         | Подгоренское городское поселение     |
| 16 | Гончаровка          | село    | ↘776      | Гончаровское сельское поселение      |
| 17 | Григорьевка         | хутор   | 36        | Гришевское сельское поселение        |
| 18 | Гришевка            | хутор   | ↘53       | Гришевское сельское поселение        |
| 19 | Даньковский         | хутор   | 156       | Большедмитровское сельское поселение |
| 20 | Должик              | хутор   | ↘64       | Сергеевское сельское поселение       |
| 21 | Духовое             | хутор   | 22        | Семейское сельское поселение         |
| 22 | Киров               | хутор   | 1         | Семейское сельское поселение         |
| 23 | Кирпичи             | хутор   | 35        | Белогорьевское сельское поселение    |
| 24 | Колодежное          | село    | ↘643      | Колодежанское сельское поселение     |
| 25 | Коренщина           | хутор   | ↘93       | Сергеевское сельское поселение       |
| 26 | Костомарово         | село    | ↘263      | Юдинское сельское поселение          |
| 27 | Костюковка          | село    | 197       | Сагуновское сельское поселение       |
| 28 | Кошарное            | посёлок | 62        | Гришевское сельское поселение        |
| 29 | Крамарев            | хутор   | 14        | Берёзовское сельское поселение       |
| 30 | Красный             | хутор   | 0         | Витебское сельское поселение         |
| 31 | Красный Восход      | посёлок | 783       | Берёзовское сельское поселение       |
| 32 | Красный Пахарь      | хутор   | 8         | Семейское сельское поселение         |
| 33 | Красюковский        | хутор   | 286       | Большедмитровское сельское поселение |
| 34 | Кувшин              | хутор   | ↘45       | Витебское сельское поселение         |
| 35 | Кулешовка           | село    | ↘284      | Сергеевское сельское поселение       |
| 36 | Куренное            | хутор   | ↘138      | Семейское сельское поселение         |
| 37 | Луговой             | хутор   | 438       | Подгоренское городское поселение     |
| 38 | Лыково              | село    | ↘337      | Лыковское сельское поселение         |
| 39 | Малая Судьёвка      | хутор   | 58        | Скорорыбское сельское поселение      |
| 40 | Марс                | хутор   | 0         | Первомайское сельское поселение      |
| 41 | Медведевка          | хутор   | 6         | Большедмитровское сельское поселение |
| 42 | Морозовка           | хутор   | 107       | Белогорьевское сельское поселение    |
| 43 | Никольский          | хутор   | 84        | Скорорыбское сельское поселение      |
| 44 | Новоалександровка   | хутор   | ↘12       | Гришевское сельское поселение        |
| 45 | Новоандреевка       | хутор   | 1         | Лыковское сельское поселение         |
| 46 | Окраюшкин           | хутор   | 142       | Переваленское сельское поселение     |
| 47 | Опыт                | посёлок | 733       | Гришевское сельское поселение        |
| 48 | Перевальное         | село    | ↘384      | Переваленское сельское поселение     |
| 49 | Песчаный            | хутор   | 32        | Скорорыбское сельское поселение      |
| 50 | Петропавловка       | хутор   | 164       | Скорорыбское сельское поселение      |
| 51 | Побединщина         | хутор   | ↗189      | Сергеевское сельское поселение       |
| 52 | Погореловка         | хутор   | ↗62       | Сергеевское сельское поселение       |
| 53 | Подгоренский        | пгт     | ↗5732     | Подгоренское городское поселение     |
| 54 | Подгорное           | слобода | ↘3483     | Подгоренское городское поселение     |
| 55 | Покровка            | хутор   | 54        | Первомайское сельское поселение      |
| 56 | Пробуждение         | посёлок | 487       | Переваленское сельское поселение     |
| 57 | Репьев              | хутор   | 27        | Гришевское сельское поселение        |
| 58 | Сагуны              | посёлок | 246       | Берёзовское сельское поселение       |
| 59 | Сагуны              | слобода | ↘1161     | Сагуновское сельское поселение       |
| 60 | Самойленко          | хутор   | ↘52       | Скорорыбское сельское поселение      |
| 61 | Саприно             | село    | ↘447      | Витебское сельское поселение         |
| 62 | Саприно             | хутор   | 13        | Гришевское сельское поселение        |
| 63 | Семейка             | село    | ↘325      | Семейское сельское поселение         |
| 64 | Сергеевка           | село    | →1096     | Сергеевское сельское поселение       |
| 65 | Серпанки            | хутор   | 105       | Гришевское сельское поселение        |
| 66 | Скорынин            | хутор   | 13        | Берёзовское сельское поселение       |
| 67 | Становой            | хутор   | 31        | Семейское сельское поселение         |
| 68 | Степановка          | хутор   | 196       | Гришевское сельское поселение        |
| 69 | Студенок            | хутор   | 27        | Юдинское сельское поселение          |
| 70 | Суд-Николаевка      | хутор   | ↗719      | Первомайское сельское поселение      |
| 71 | Сухая Россошь       | хутор   | 211       | Берёзовское сельское поселение       |
| 72 | Терновое            | посёлок | 220       | Гришевское сельское поселение        |
| 73 | Украинская Буйловка | село    | ↘1        | Витебское сельское поселение         |
| 74 | Широкий             | хутор   | 20        | Лыковское сельское поселение         |
| 75 | Щедрин              | хутор   | 12        | Подгоренское городское поселение     |
| 76 | Юдино               | село    | ↘488      | Юдинское сельское поселение          |

Упраздненные населенные пункты
20 апреля 2006 года были упразднены хутор Малоперевальный и хутор Ярцево.

## Экономика
Производственная сфера района включает: 14 промышленных предприятий, 67 сельскохозяйственных, из них 53 — фермерских хозяйств, 2 — транспортных, 2 — строительных. Основной экономической образующей райцентра является Подгоренский Цементный завод. В конце 2008 года завод закрылся, в связи с этим произошёл незначительный отток населения. Новый завод Холдинга «ЕВРОЦЕМЕНТ групп» по производству цемента «сухим» способом был построен «с нуля» за три года и запущен в декабре 2012 года. В годы РСФСР в районе были: масложировой комбинат, автопарки, сельхозтехника, сельхозхимия, научная семенная лаборатория. Широко развита социальная сеть: универсам «Магнит», больница, школа, почта и др.
Основной доход населению приносит сельскохозяйственная деятельность: пшеница, сахарная свёкла, подсолнечник. Агропромышленный комплекс Подгоренского муниципального района представлен 13 сельскохозяйственными предприятиями, 6 подсобными хозяйствами, 54 фермерскими хозяйствами.

## Транспорт

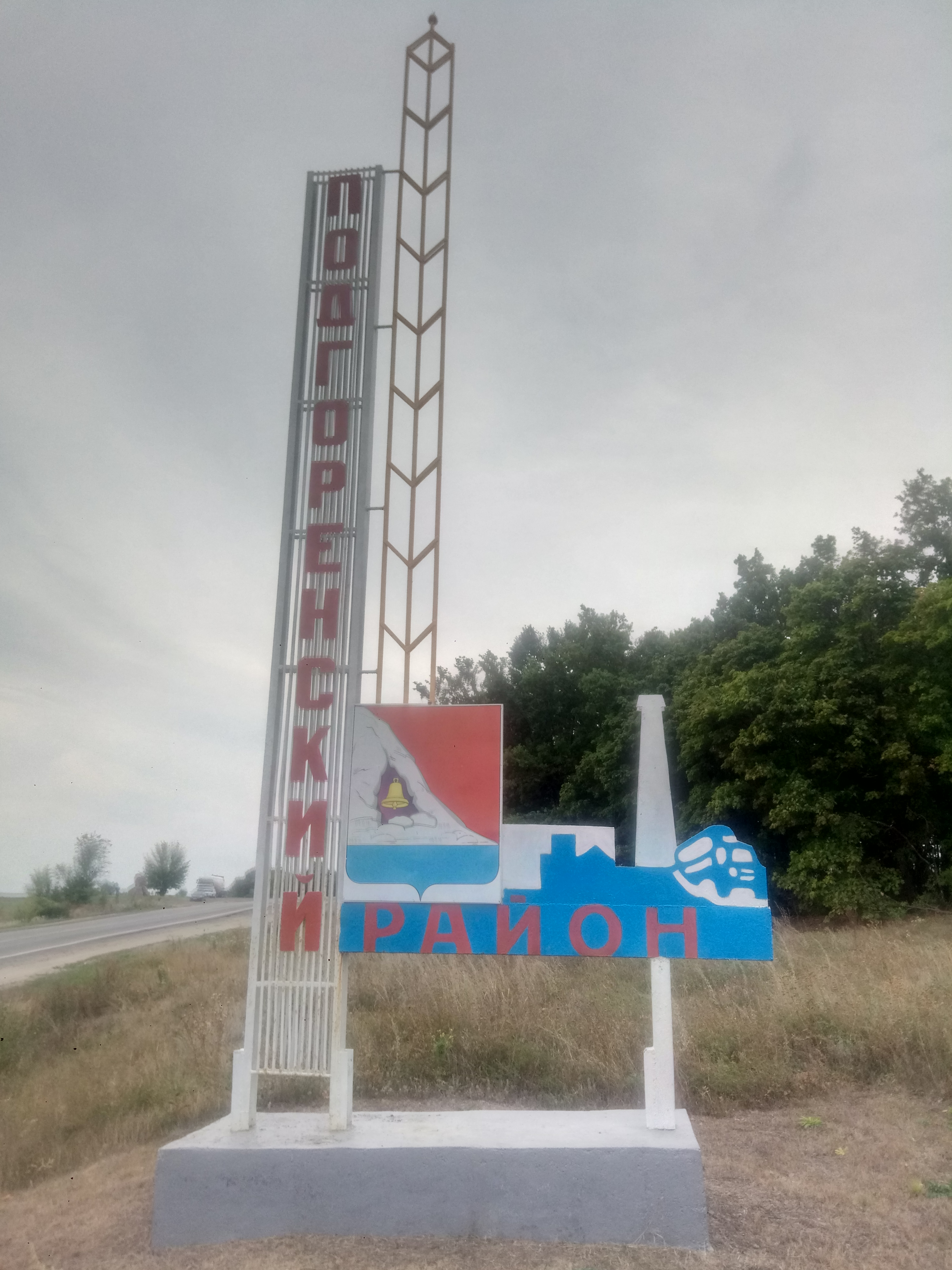
стела на трассе 20К-В33

Есть железнодорожная товарная станция Подгорное ЮВЖД.
Через райцентр проходит автомобильная трасса, соединяющая район с поселением Опыт. Далее федеральная трасса «Дон» с городом Россошь — 25 км. В многочисленные поселения ходят коммерческие маршруты автобусов от райцентра Подгорное, далее на пригородной электричке до города Россошь.

## Русская православная церковь

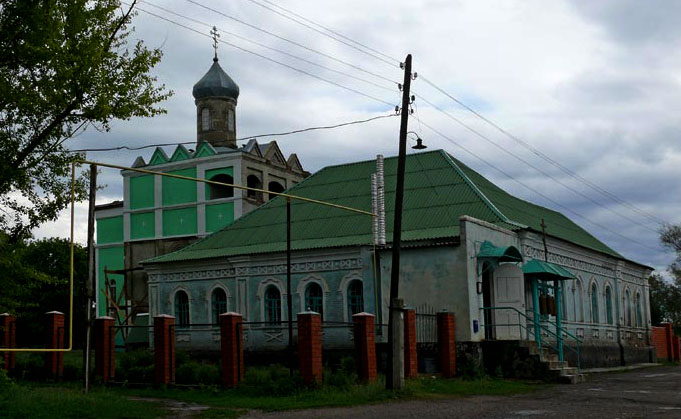
Церковь (Слобода Подгорное)

- Белогорье — Воскресенский монастырь, Церковь Троицы Живоначальной, Часовня «Умягчение злых сердец» иконы Божией Матери.
- Большая Хвощеватка — Церковь Георгия Победоносца.
- Верхний Карабут — Церковь Рождества Пресвятой Богородицы.
- Костомарово — Костомаровский Спасский монастырь.
- Куренное — Церковь Сергия Радонежского.
- Семейка — Церковь Воскресения Христова.
- Юдино — Церковь Казанской иконы Божией Матери.
- Подгоренский — Церковь Троицы Живоначальной.
- Басовка — Церковь Успения Пресвятой Богородицы.

## Известные жители
Русский поэт-декабрист Кондратий Фёдорович Рылеев в 1817—1819 годах жил в слободе Подгорной Острогожского уезда Воронежской губернии. 22 января 1819 года здесь состоялась его свадьба с дочерью местного помещика Н. М. Тевяшовой. Жил в Подгорном в феврале-октбяре 1820 года и в мае-октябре 1821 года, а также в сентябре-декабре 1824 года. Помимо слободы Подгорной пребывал также в Сагунах, Белогорье и Андреевке.
На территории района родились матрос крейсера «Варяг» Василий Федотович Бакалов, Герои Советского Союза Иван Николаевич Арсеньев, Пётр Иванович Гончаров, Василий Фёдорович Кирьяков и Митрофан Григорьевич Слюсарев, полные кавалеры ордена Славы Пантелей Андреевич Бураков и Василий Тихонович Стрыгин. Также на территории района проживал полный кавалер ордена Славы Николай Иванович Маслов.
Почётными жителями Подгоренского района являются государственные деятели Сергей Дмитриевич Воробьёв и Алексей Макарович Воропаев, ветераны Великой Отечественной войны Николай Григорьевич Морозов, Григорий Васильевич Савенко, Анатолий Гаврилович Чернявский и Василий Петрович Хайленко.

## Достопримечательности
- Краеведческий музей
- Памятник Великой Отечественной войны
- Костомаровский Спасский монастырь
- Памятник (боевой танк Т34)